# Кун, Миклош (младший)
Миклош Кун-младший (венг. (Ifjabb) Kun Miklós; род. 11 июля 1946, Кашин, СССР) — венгерский историк, профессор университета, эксперт по Советскому Союзу и России, кандидат исторических наук. Лауреат премии Сечени. Внук Белы Куна (1886—1938), политика-коммуниста, фактического лидера и наркома иностранных дел Венгерской советской республики.

## Семья
Отец — Миклош Кун-старший (1920—1996) — врач, хирург, профессор университета, мать — Ольга Шерягова (г-жа Миклош Кун), врач, родившаяся в Москве в 1919 году, которая получила диплом Киргизского медицинского института в 1942 году в СССР и натурализовалась в 1961 году в Венгрии.
Дед по отцовской линии Бела Кун (1886—1938) был коммунистическим политиком, фактическим лидером и наркомом иностранных дел Венгерской советской республики, бабушка по отцовской линии Ирен Галь была учительницей фортепиано. Их дочь Агнеш Кун родилась в 1915 году, её муж Антал Гидаш был поэтом, писателем и переводчиком.
Миклош Кун-старший родился в Болонье (Италия) в годы изгнания после падения Советской республики, и его семья жила в политэмиграции в Советском Союзе. Бела Кун стал жертвой сталинского террора. В тюрьму также бросили бабушку, Ирен Галь (Белане Кун), сыгравшую важную роль в воспитании Миклоша Куна-младшего. В позднейшем письме, написанном Яношу Кадару, историк Миклош Кун так вспоминал свою бабушку: «Белане Кун всегда воспитывала нас, членов её семьи, в оптимизме, достойном коммуниста».
Миклош Кун-младший родился 11 июля 1946 года в Советском Союзе. Семья смогла поселиться в Венгрии в 1959 году, после того как Бела Кун был реабилитирован советскими судебными органами в 1956 году.
Женой историка Миклоша Куна с 1972 по 2015 год (до самой смерти) была Агнеш Геребен, старший научный сотрудник Будапештского университета, исследователь истории советской литературы, эксперт по России, сотрудник Hír TV, публицист Magyar Hírlap.

## Карьера
Учился в средней школе имени Ференца Ракоци в Будапеште в период с 1960 по 1964 год, затем учился на историко-русском факультете Будапештского университета с 1964 по 1969 годы.
С 1969 года преподаёт всеобщую историю XIX и XX веков, уделяя особое внимание истории России и Советского Союза. В своей преподавательской деятельности, помимо классических исторических источников, он также уделяет большое внимание докладам, основанным на его методе «устной истории», документальным и фотоматериалам, хранящимся в зарубежных архивах. Прочёл множество гостевых лекций в зарубежных университетах и на конференциях: в Англии (Ноттингем), Дании (Копенгаген), Соединенных Штатах Америки (Нью-Йорк, Стэнфорд, Вашингтон), Бразилии (Сан-Паулу), Италии (Бергамо), Польше (Краков), бывшего СССР (Москва, Санкт-Петербург, Рига).
В 1979 году в письме Яношу Кадару написал, что Дьёрдь Боршани в своей монографии, опубликованной в то время, рассматривает личность и историческую роль Белы Куна гораздо более тщательно, чем это делалось ранее. Миклош Кун думал, что сможет обнаружить последствия осуждённой Коминтерном и курсом Хорти фракционной деятельности в работе, которая впоследствии была отозвана и отправлена в песочницу по решению Политического комитета ВСРП.
В начале своей исследовательской деятельности он прежде всего исследовал личность и творчество русского революционера XIX века Михаила Бакунина. Фигура одного из основоположников анархизма была в это время окружена значительным интересом в социалистических странах. Кун углубил свои исследования в книге «Дорога к анархизму. Политическая карьера и идеологическое развитие Михаила Бакунина» и подытожил их в книге «Середина 1860-х» (1982). В ней, а также в своем послесловии к основному труду Бакунина («Государство и анархия»), опубликованном на венгерском языке в 1984 г., Кун попытался реинтегрировать фигуру некогда странствующего революционера, ставшего иконой западных «новых левых» и анархистские группы, в Россию XIX века и в историю международного революционного и рабочего движения.
После смены режима его работа в основном была сосредоточена на негативных аспектах истории Советского Союза и коммунизма. Изучал историю эмиграции революций 1848 года, связи европейской и русской истории XIX и XX веков, голод на Украине 1930-х годов (Голодомор), историю сталинизма, пакт Молотова — Риббентропа, биографию Оруэлла, холодную войну и историю Пражской весны 1968 года. Сыграл главную роль в венгерском издании «Чёрной книги коммунизма». Принял участие в создании музея Дом террора. Покину Будапештский университет и продолжил преподавательскую деятельность в Реформатском университете имени Кароля Гаспара. Во время президентства Орбана, в 1999 году, получил профессорскую стипендию Сечени, а в 2002 году — Рыцарский крест ордена «За заслуги перед Венгерской Республикой». В 2011 году был удостоен премии Сечени.
С 2018 года читает цикл лекций в Национальном университете государственной службы.

## Ученые степени, звания
- 1970 — степень доктора гуманитарных наук, история
- 1976 — кандидат исторических наук
- 2003 — преподаватель университета

## Работа, должности
- 1970—2002, Будапештский университет, кафедра восточноевропейской истории, доцент
- 1980—1986, преподаватель экспериментального обучения Печского университета Януса Паннониуса.
- 2000—2002, Század Institute, старший научный сотрудник
- 2002—2005, Музей «Дом террора», научный руководитель.
- 2003, — Реформатский университет Кароли Гаспара, профессор университета
- 2005, — Реформатский университет Кароли Гаспара, Институт кремлелогии, руководитель института.

## Публикации
- Útban az anarchizmus felé. Mihail Bakunyin politikai pályaképe és eszmei fejlődése az 1860-as évek közepén; Akadémiai, Bp., 1982
- Október emberközelben; vál., szerk., előszó Kun Miklós, ford. Gereben Ágnes, Ratzky Rita, Szabó Magdolna; Gondolat, Bp., 1987
- Vlagyimir Iljics Lenin: «Várom válaszát!». Válogatott levelek, 1917—1923; vál., előszó Kun Miklós, ford. Gereben Ágnes, Recski Ágnes; Kossuth, Bp., 1987 (Források)
- Nyikolaj Ivanovics Buharin: Töprengések a szocializmusról; vál., utószó Kun Miklós, ford. Bakos Károly et al.; Kossuth, Bp., 1988
- Buharin; Szabad Tér, Bp., 1988 (Huszadik század), русский перевод:
  - Кун М. Бухарин: Его друзья и враги. — М.: Республика, 1992. — 480 с. — ISBN 5-250-01080-6.
- 1917. Egy év krónikája; Kossuth, Bp., 1988
- Moszkvának jelentjük… Titkos dokumentumok, 1944—1948; szerk., utószó Izsák Lajos, Kun Miklós, jegyz. Izsák Lajos, ford. Páll Erna, Hitseker Mária; Századvég, Bp., 1994
- Prágai tavasz — prágai ősz. 1968 fehér foltjai; interjúford. Gereben Ágnes, Kun Miklós, Svoboda Róbert; Akadémiai, Bp., 1998
- Prague spring — Prague fall. Blank spots of 1968; angolra ford. Csatorday Hajnal; Akadémiai, Bp., 1999
- Vlagyimir Burcev: A Cion bölcseinek jegyzőkönyvei közönséges hamisítvány. Racskovszkij fabrikálta, és Hitler tette világhírűvé A Cion bölcseinek jegyzőkönyveit; ford. Kürtös Annamária, Gerencsér Zsigmond, Thuróczy Gergely, előszó, jegyz. Kun Miklós; Múlt és Jövő, Bp., 2001
- Az ismeretlen Sztálin; Athenaeum 2000, Bp., 2002
- A Csokoládé írójának titka. In: Valóság, 2003/4: 30-44.
- Stalin. An unknown Portrait, Budapest — New York, CEU PRESS, 2003
- Oroszország Márai Sándor szemével, Körmendi Zsuzsanna (szerk.), Budapest, XX. Század Intézet, 2003 (jegyzetek)
- Pipes, R.: Az ismeretlen Lenin, Budapest, Kairosz, 2003 (szakmai szerkesztés, jegyzetek)
- Egy orosz emigráns hosszú menetelése a XX. században, In: Valóság, 2004/4: 21-51.
- Oroszország válaszúton, Budapest, Akadémiai, 2005
- The Inherent Burden of Russian Liberalism, Ivan Zoltan Denes (ed.), Liberty and the search for identity, Budapest, CEU PRESS, 2006: 311—328.
- A «prágai tavasz» titkos története. Budapest, Akadémiai, 2008 (Az 1998-as azonos témájú kötet bővített változata)
- Sztálin alkonya, Budapest, Unicus, 2012
- Sztálin alkonya. Történelmi-lélektani kollázs; 2. jav. kiad.; Unicus, Bp., 2012

С 5 ноября 2010 года ведёт постоянную программу на канале Magyar Televízíó, а с марта 2015 года на канале Duna Televízío.

## Награды
- Профессорская стипендия Сечени (1998)
- Мемориальная медаль Сахарова (1999)
- Рыцарский крест ордена Заслуг (2002)
- Орден «За заслуги» III степени (22 апреля 2009, Украина) — за весомый личный вклад в развитие украинско-венгерского сотрудничества в гуманитарной и экономической сфере[4]
- Премия Сечени (2011)
- Почетный гражданин Эржебетвароша (2018)
- Командорский крест ордена Заслуг (2020)

## Больше информации
- Unokákra maradt ez a szerszám — Kun Miklós történész, kremlinológus pályaképe Archiválva 2020. augusztus 24-i dátummal a Wayback Machine-ben
- Kun Miklós történész előadása, mindentudas.hu
- Kun Miklós: Kádár 1964-ben visszautasította Beregszászt Archiválva 2021. augusztus 22-i dátummal a Wayback Machine-ben
- Kun Miklós Hírportál
- Ki kicsoda 2000. Magyar és nemzetközi életrajzi lexikon, csaknem 20000 kortársunk életrajza. Főszerk. Hermann Péter, vál., szerk. A. Gergely András et al. Budapest, Biográf Kiadó-Greger Média Kft., 1999
- Révai új lexikona I—XIX. Főszerk. Kollega Tarsoly István. Szekszárd: Babits. 1996—2008. ISBN 963-901-594-6